# Beck – Hämndens pris
Beck – Hämndens pris är en svensk långfilm inspelad i maj 2001. Det är den nionde filmen med Peter Haber och Mikael Persbrandt i huvudrollerna.

## Handling
Dag Sjöberg, Victor Bengtsson och Santos Golenza är tre unga förbrytare. Då de får punktering efter ett inbrott på ett regemente, erbjuder två patrullerande poliser, Leif Gudmundsson och Sten Eriksson, dem hjälp. Gudmundsson känner igen Sjöberg och därtill är förbrytarnas bil full av stulna sprängämnen; därefter försvinner poliserna och deras bil. De båda poliserna påträffas mördade dagen därpå på ett sätt som liknar en ren avrättning. Martin Beck och hans kollegor får som högsta prioritet till uppgift att hitta mördarna.
För Gunvald Larsson innebär det en personlig kris, eftersom han var vän med Gudmundsson och börjar leta efter mördarna på egen hand. Samtidigt håller de tre förbrytarna på att förbereda ett bombdåd.

## Mottagande
Filmen blev uppmärksammad eftersom vissa scener påminde om Malexandermorden 1999 där två poliser mördades. Enligt manusförfattaren Rolf Börjlind har morden och filmens handling inget samband alls, då ett första utkast till manus var klart redan inför första omgången Beckfilmer 1997.

## Om filmen
Beck – Hämndens pris har visats flera gånger i svensk television, senast i TV4 i april 2024.

## Rollista i urval
Återkommande
- Peter Haber – Martin Beck
- Mikael Persbrandt – Gunvald Larsson
- Marie Göranzon – Margareta Oberg
- Jimmy Endeley – Robban
- Mårten Klingberg – Nick
- Peter Hüttner – Oljelund
- Rebecka Hemse – Inger
- Neil Bourguiba – Vilhelm
- Ingvar Hirdwall – Grannen
- Per Morberg – Joakim Wersén

I detta avsnitt
- Sophie Tolstoy – Sara Beijer
- Shanti Roney – Dag Sjöberg
- Matti Berenett – Victor Bengtsson
- Martin Aliaga – Santos Golenza
- Ulricha Johnson – Siv
- Kajsa Ernst – Malena Ljung
- Johan Kustus – Rickard Gudmundsson
- Ingela Olsson – Martina Gudmundsson
- Anders Byström – Leif Gudmundsson
- Fredrik Myrberg – Sten Eriksson
- Cecilia Ljung – kvinna vid tvättinrättningen
- Lisbeht Tammeleht – en finska
- Anders Johannisson – en bonde
- Lars Andersson – en kille
- Ester Sjögren – Elin
- Bengt Magnusson – journalist TV4